# Deutsche Handballmeisterschaft 1966
Die deutsche Handballmeisterschaft 1966 war die 17. vom DHB ausgerichtete Endrunde um die deutsche Meisterschaft im Hallenhandball der Männer. Sie wurde in einem Ausscheidungsturnier zwischen dem 5. und dem 26. März an verschiedenen Spielorten durchgeführt; das Endspiel fand am 26. März vor etwa 6.000 Zuschauern in der Essener Grugahalle statt.
Mit diesem Meisterschaftsturnier endete rein formal die alte Zeitrechnung im deutschen Hallenhandball: von der Saison 1966/67 an sollte die Meisterschaft in einer zweigleisigen (Süd/Nord) Handball-Bundesliga ausgespielt werden.
Aber auch sportlich zeichnete sich eine neue Entwicklung ab. Zum ersten Mal seit Beginn dieser Turniere hatte sich keine der früheren Meistermannschaften für die Endrunde qualifizieren können. Und zwei Endspiel-„Newcomer“ machten die Meisterschaft unter sich aus; sowohl der VfL Gummersbach als auch die SG Leutershausen erreichten erstmals das Finale in der Halle, nachdem sie im Vorjahr noch knapp in den Rundenspielen gescheitert waren.
Der VfL Gummersbach wurde mit dem 14:9 im Endspiel gegen die SGL neuer deutscher Handballmeister. Mit diesem ersten Titel der Vereinsgeschichte legte der VfL den Grundstein seiner zukünftigen Erfolge.

## Modus
Über die Meisterschaften der fünf Regionalverbände hatten sich die folgenden Vereine zur Teilnahme an der Endrunde qualifiziert:
- VfL Bad Schwartau (Regionalverbandsmeister Nord)
- Polizei SV Hannover (Vizemeister Regionalverband Nord)
- VfL Gummersbach (Regionalverbandsmeister West)
- TuS 1860 Neunkirchen (Regionalverbandsmeister Südwest)
- TV 05 Hochelheim (Vizemeister Regionalverband Südwest)
- SG Leutershausen (Regionalverbandsmeister Süd)
- TSV Birkenau (Vizemeister Regionalverband Süd)
- Reinickendorfer Füchse (Landes-/Regionalverbandsmeister Berlin)

Diese Mannschaften spielten die Meisterschaft in einer K.-o-Runde aus; die Siegermannschaften der Vorrunde ermittelten über ein Halbfinale die beiden Endspielteilnehmer; es gab keine Platzierungsspiele.
Die Spieldauer betrug 2 × 30 Minuten; bei Gleichstand nach regulärer Spielzeit wurden die Spiele in der Verlängerung entschieden.

## Turnierverlauf
In der Ausscheidungsrunde hatten die Landesverbände der vier Regionalmeister Heimrecht, und letztere setzten sich erwartungsgemäß klar gegenüber den drei Vizemeistern und dem Berliner Meister durch, lediglich der Südwest-Meister Neunkirchen hatte einige Probleme mit den Reinickendorfer Füchsen aus Berlin und benötigte die Verlängerung. Der spätere Meister aus Gummersbach hatte mit Hansi Schmidt den auffälligsten Spieler in seinen Reihen, der allein 10 Treffer zum Sieg gegen Birkenau beisteuerte. Für die Halbfinalspiele hatten Bad Schwartau und Leutershausen Heimrecht. Während die Nordbadener das Losglück nutzen konnten und den Südwest-Meister klar distanzierten, erwies sich Gummersbach auch nach langer Anreise als zu stark für den Überraschungsmeister des Nordverbands aus Schleswig-Holstein.
Das Finale in Essen war – bei 3.000 Gummersbacher Schlachtenbummlern in der Grugahalle – eigentlich ein Heimspiel für die ohnehin favorisierten Gummersbacher, die sich aber in der ersten Halbzeit von Leutershausen überrennen ließen, zur Halbzeit lag der Dorfverein überraschend mit 8:5 in Führung. In der zweiten Spielhälfte setzten sich dann die größere Kraft und bessere Kondition der Gummersbacher durch, während die SGL nur noch ein Tor warf, erzielte Gummersbach neun Treffer und gewann verdient. In diesem Finale zeigte sich aber ein Problem, welches sich in den folgenden Jahren noch verschärfen sollte: Durch übergroße Härte versuchten beide Mannschaften, spielerische Defizite auszugleichen, der DHB-Präsident Ernst Feick sprach von „Handball-Catch“.

### Vorrunde
5. März
VfL Gummersbach – TSV Birkenau: 19:11 (Spielort: Bochum)
SG Leutershausen – Polizei SV Hannover: 24:17 (Spielort: Karlsruhe)
VfL Bad Schwartau – TV 05 Hochelheim: 21:11 (Spielort: Lübeck)
TuS 1860 Neunkirchen – Reinickendorfer Füchse: 20:18 (nach Verlängerung (18:18); Spielort: St. Ingbert)

### Finalrunde
Halbfinale, 12. März
VfL Bad Schwartau – VfL Gummersbach: 10:14 (Spielort: Lübeck)
SG Leutershausen – TuS 1860 Neunkirchen: 23:17 (Spielort: Weinheim)
Finale, 26. März
VfL Gummersbach – SG Leutershausen: 14:9 (Halbzeit: 5:8; Spielort: Essen)

## Qualifikation zur neuen Hallenhandball-Bundesliga
Anfang September 1965 war auf einem DHB-Bundestag beschlossen worden, dass die deutschen Meister von der folgenden Spielzeit 1966/67 an in einer Bundesliga ermittelt werden sollten. In einer Nord- und einer Südstaffel sollten dann jeweils acht Mannschaften spielen; die jeweiligen Staffelsieger sollten das Endspiel um die deutsche Meisterschaft bestreiten. Festgelegt wurde, dass je vier Mannschaften der Regionalverbände West und Nord die erste Nordstaffel bilden sollten, die erste Südstaffel wurde mit vier Vertretern des Regionalverbands Süd, dreien des Südwestdeutschen Verbands und einem des Berliner Verbands besetzt. Die Qualifikation für die beiden Staffeln fand gleichzeitig mit der Qualifikation zur Meisterschaftsendrunde 1966 zwischen den Meistern und Vizemeistern der Landesverbände während der Regionalmeisterschaften der aktuellen Saison 1965/66 statt.
Überraschendes Ergebnis dieses Qualifikationsmodus': Keiner der vier bisherigen Titelträger der offiziellen Hallen-Meisterschaften seit 1950 (SV Polizei Hamburg, TC Frisch Auf Göppingen, Berliner SV 1892, THW Kiel) konnte sich für die Hallen-Bundesliga qualifizieren. Lediglich der RSV Mülheim, der die Interzonenmeisterschaft 1949 gewonnen hatte, konnte als „Altmeister“ angesehen werden.
Für die Nordstaffel der Bundesliga qualifizierten sich
- die vier erstplatzierten Mannschaften der norddeutschen Regionalmeisterschaft
  1. VfL Bad Schwartau
  2. Polizei SV Hannover
  3. Hamburger SV
  4. SV St. Georg von 1895
- die vier erstplatzierten Mannschaften der westdeutschen Regionalmeisterschaft
  1. VfL Gummersbach
  2. TuS 05 Wellinghofen
  3. RSV Mülheim
  4. TSV Grün-Weiß Dankersen

Für die Südstaffel der Bundesliga qualifizierten sich
- die vier erstplatzierten Mannschaften der süddeutschen Regionalmeisterschaft
  1. SG Leutershausen
  2. TSV Birkenau
  3. Spvgg 1887 Möhringen
  4. TSV 1861 Zirndorf
- die drei erstplatzierten Mannschaften der südwestdeutschen Regionalmeisterschaft
  1. TuS Neunkirchen
  2. TV 05 Hochelheim
  3. TV Hochdorf
- der Sieger der Berliner Landes-/Regionalmeisterschaft
  1. Reinickendorfer Füchse